# Zamira Mutalova
Zamira Mutalova (uzbeko: Zamira Mutalova; nacida el 11 de mayo de 1930) fue una líder agrícola soviética, una brigada agrícola que lleva el nombre de Ilich, distrito de O'rta Chirchiq, región de Taskent, Héroe del Trabajo Socialista (1947).

## Biografía
Zamira Mutalova nació el 11 de mayo de 1930 en el distrito de O'rta Chirchiq de la región de Tashkent en una familia uzbeka. Empezó a trabajar temprano. Con el estallido de la Segunda Guerra Mundial, trabajó junto a adultos en los campos de algodón de la granja colectiva local que lleva el nombre de Ilich. A los catorce años recibió la Orden de la Bandera Roja del Trabajo. Zamira es un símbolo de los niños trabajadores durante la guerra.1946, su unidad obtuvo un alto rendimiento. De cada hectárea de 5 hectáreas de terreno se obtuvieron 101 quintales de semillas de algodón. En 1953 completó cursos de formación para líderes agrícolas de la región de Tashkent, de 1953 a 1956 trabajó como instructora del Departamento de Agricultura del Partido Comunista de Uzbekistán, de 1954 a 1955 como Ministra de Agricultura de la República Socialista Soviética de Uzbekistán. En 1958, después de graduarse de la Escuela Superior del Partido bajo el Comité Central del PCUS, fue nombrada presidenta del comité ejecutivo del Consejo de Diputados del Pueblo del distrito de Karasuv de la región de Tashkent. De 1960 a 1961 trabajó como directora de granjas estatales en el distrito de Kalinin de la región de Taskent. De 1961 a 1963, se desempeñó como vicepresidenta del comité ejecutivo del Consejo de Diputados de los Trabajadores del distrito de Kalinin. A la edad de 17 años recibió el título de Héroe del Trabajo Socialista. Por decreto del Presidium del Consejo Supremo de la URSS del 19 de marzo de 1947, Zamira Mutalova recibió el título de Héroe del Trabajo Socialista con la Orden de Lenin y la medalla "Hoz y Martillo" por su alto desempeño en la agricultura y su récord cosecha de algodón. Continuó trabajando en la granja. Más tarde fue nombrada capataz de la granja colectiva bajo el liderazgo de Mutal Qayumov.

## Premios
- Medalla "Hoz y martillo" (19 de marzo de 1947)
- Orden de Lenin (19 de marzo de 1947; 27 de abril de 1948)
- Orden de la Bandera Roja del Trabajo (25 de diciembre de 1944)
- Orden de la Insignia de Honor (23 de enero de 1947)
- Medalla "Al Trabajo Distinguido" (6 de febrero de 1947)